# شهر بوگی
شهر بوگی (به انگلیسی: Boogie Town) یک فیلم علمی-تخیلی و رمانتیک محصول سال ۲۰۱۲ آمریکا ، به کارگردانی کریس استوکس  و هنرپیشگی مارکز هیوستون و برندا سونگ است.

## بازیگران
- مارکز هیوستون در نقش مایکا
- برندا سونگ در نقش ناتالی
- میخال آنتونی بین در نقش جی/هایدس
- کاترینا گراهام در نقش اینگرید
- ونسا سیمونز در نقش سیسلی
- خلو توماس در نقش گیزمو
- جوزف سی. فیلیپس در نقش رئیس سالیسبوری